# بخشش (فیلم ۱۹۸۹)
بخشش (به هندی: Batwara) یا فضل فیلمی محصول سال ۱۹۸۹ و به کارگردانی جی. پی. دوتا است. در این فیلم بازیگرانی همچون درمندرا، وینود کانا، دیمپل کاپادیا، آمریتا سینگ، پونام دیلون، شامی کاپور، محسین خان، آشا پارک، آمریش پوری، نینا گوپتا، کولبوشان کارباندا، عارون باکشی ایفای نقش کرده‌اند.